# ماري كارتر ريتانو
ماري كارتر ريتانو (بالإنجليزية: Mary Carter Reitano)‏ مواليد 29 نوفمبر 1934، هي لاعبة كرة مضرب أسترالية سابقة. هي إحدى بطلات الجراند سلام. فازت بالبطولة الأسترالية للفردي مرتين.

## النهائيات

### الفردي (الألقاب 2)
| الحصيلة | السنة | البطولة            | الأرضية | المنافس         | النتيجة       |
| ------- | ----- | ------------------ | ------- | --------------- | ------------- |
| الفوز   | 1956  | البطولة الأسترالية | عشبية   | ثيلما كوين لونغ | 3–6, 6–2, 9–7 |
| الفوز   | 1959  | البطولة الأسترالية | عشبية   | رينيه شورمان    | 6–2, 6–3      |

## الخط الزمني للفردي
مفتاح
| ف | ن | ن.ن | ر.ن | د# | د.م | ل | أ.أ | ت | غ | ب | ف | ذ | م.خ | ل.ت |

(ف) فاز بالبطولة (ن) وصل النهائي (ن.ن) نصف النهائي (ر.ن) ربع النهائي (د#) الأدوار الأربعة الأولى (د.م) دور المجموعات (ل) شارك في كأس ديفيز (أ.أ) خرج من الأدوار الاولى (ت) خسر التصفيات التأهيلية (غ) غاب عن الحدث أو البطولة (ب) حصل على ميدالية برونزية (ف) حصل على ميدالية فضية (ذ) حصل على ميدالية ذهبية (م.خ) بطولة الماسترز خُفضت إلى مرتبة أقل (ل.ت) البطولة لم تعقد في السنة المعينة.
لتجنب الارتباك وازدواجية الحساب، يتم تحديث هذه المعلومات إما في نهاية البطولة، أو عندما تكون مشاركة اللاعب في البطولة قد انتهت.
| الدورة             | 1954  | 1955  | 1956  | 1957  | 1958  | 1959  | 1960  | 1961  | 1962  | إجمالي ف/م |
| ------------------ | ----- | ----- | ----- | ----- | ----- | ----- | ----- | ----- | ----- | ---------- |
| البطولة الأسترالية | ن.ن   | ن.ن   | ف     | ر.ن   | ن.ن   | ف     | ن.ن   | ن.ن   | ن.ن   | 2 / 9      |
| البطولة الفرنسية   | غ     | د1    | غ     | غ     | د1    | ر.ن   | غ     | د4    | غ     | 0 / 4      |
| بطولة ويمبلدون     | غ     | د4    | غ     | غ     | د1    | د3    | غ     | د2    | غ     | 0 / 4      |
| البطولة الأمريكية  | غ     | غ     | غ     | غ     | غ     | غ     | غ     | غ     | غ     | 0 / 0      |
| م.ف                | 0 / 1 | 0 / 3 | 1 / 1 | 0 / 1 | 0 / 3 | 1 / 3 | 0 / 1 | 0 / 3 | 0 / 1 | 2 / 17     |

- إجمالي ف / م = إجمالي الفوز والمشاركة

## روابط خارجية
- ماري كارتر ريتانو على موقع رابطة محترفات التنس (الإنجليزية)
- ماري كارتر ريتانو على موقع بطولة ويمبلدون (الإنجليزية)
- ماري كارتر ريتانو على موقع خلاصة التنس.كوم (الإنجليزية)